# Ryan Day
Ryan Day (Pontycymer, País de Gales, 8 de Janeiro de 1978) é um jogador profissional de snooker do País de Gales. Em 2008/09 era o 8º no ranking mundial, a sua melhor classificação. É um dos apenas 26 jogadores que até 2008 conseguiram mais de 100 tacadas centenárias.
Chegou às finais dos torneios Malta Cup e Shanghai Masters em 2007, mas perdeu ambas.

## Torneios ganhos

### A contar para o ranking mundial
- Riga Masters - 2017
- Gibraltar Open - 2018

### Sem contar para o ranking mundial
- Benson & Hedges Championship - 2002
- Romanian Masters - 2018